# Rhyacophila kunma
Rhyacophila kunma är en nattsländeart som beskrevs av Schmid 1970. Rhyacophila kunma ingår i släktet Rhyacophila och familjen rovnattsländor. Inga underarter finns listade i Catalogue of Life.